# Santi Marcellino e Pietro

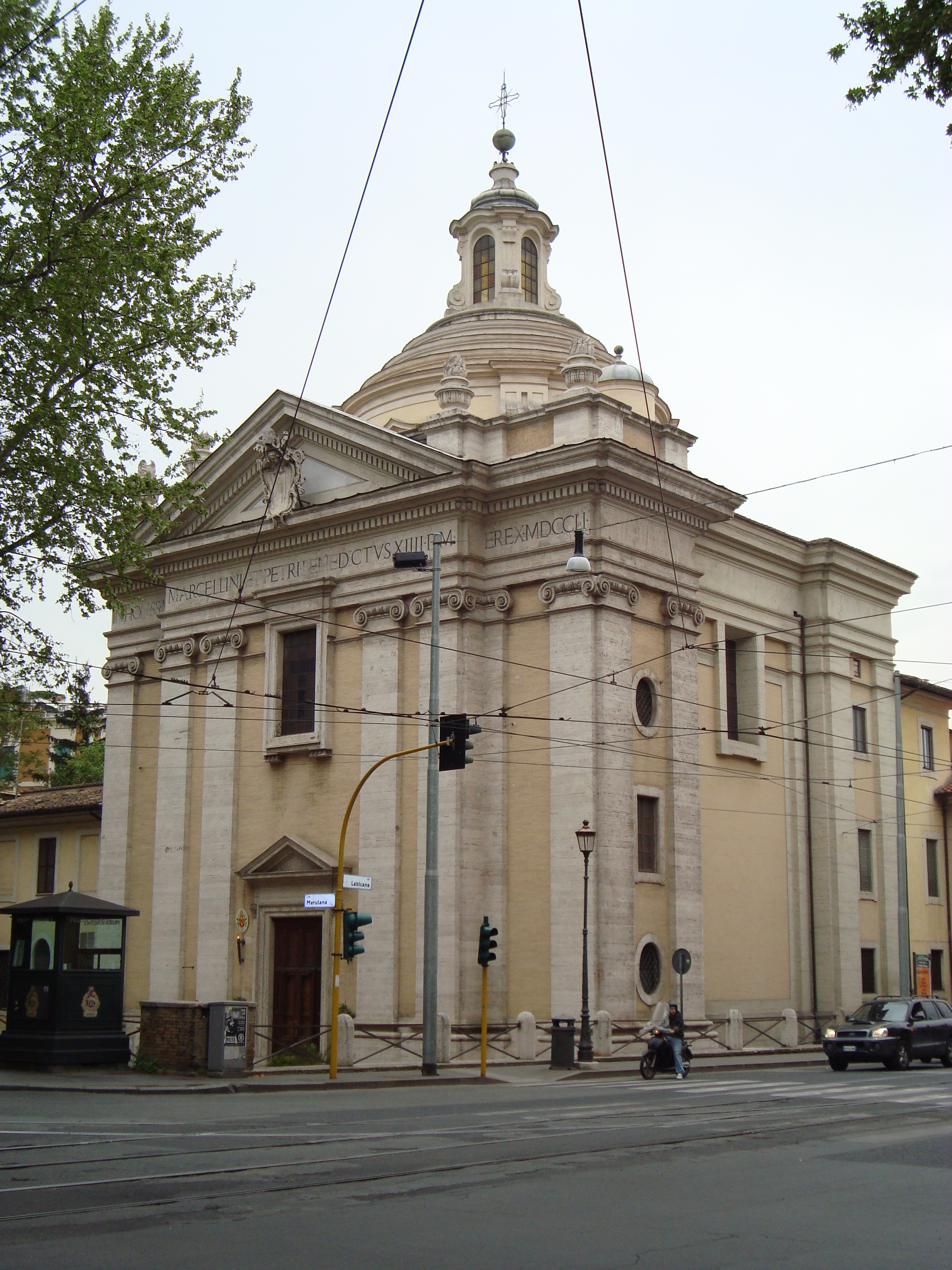
Außenansicht

Santi Marcellino e Pietro al Laterano ist eine römisch-katholische Pfarr- und Titelkirche in Rom an der Via Merulana. Sie ist den beiden römischen Märtyrern, den Heiligen Petrus und Marcellinus geweiht, deren Reliquien seit 1256 dort liegen.

## Geschichte
Die erste Kirche an dieser Stelle wurde von Papst Siricius im 4. Jahrhundert in der Nähe der Katakombe der Heiligen Marcellinus und Petrus an der Via Labicana gebaut. Direkt daneben wurde ein Hospiz gebaut, welches sich zu einem Zentrum für Pilger entwickelte. Im 8. Jahrhundert wurde sie durch Papst Gregor III. wiederhergestellt und Stationskirche für den Samstag der zweiten Woche der Fastenzeit. Im 9. Jahrhundert wurden die sterblichen Überreste des heiligen Marcellinus und des heiligen Petrus wahrscheinlich aus den Katakomben nach Seligenstadt in Hessen transferiert. Als die Kirche 1256 durch Papst Alexander IV. wieder aufgebaut worden war, wurden die Reliquien zurückgebracht. Das Hospiz und die Kirche wurden 1276 einer Bruderschaft übergeben, die sich dem Erlöser empfahl.
Im Jahre 1707 wurde der Komplex von Papst Clemens XI. den Maroniten übergeben, die dort für etwa ein halbes Jahrhundert ein Kloster hatten. Während dieser Zeit verfiel die Kirche und ein Wiederaufbau wurde notwendig. 1753 verließen die Möche das Kloster und ließen sich bei der Kirche Sant’Antonio Abate dei Maroniti nieder.
Die aktuelle Kirche ist das Ergebnis der Rekonstruktion im Jahr 1751 von Papst Benedikt XIV.
Bis 1906 wurde die Kirche von den Unbeschuhten Karmelitinnen genutzt. Seit 1911 wird die Pfarrkirche durch weltlichen Klerus betreut.

## Gestaltung
Unter dem Hochaltar befindet sich eine Urne mit den Gebeinen der Heiligen Marcia. Der linke Seitenaltar ist der Seligen Jungfrau geweiht mit einer Kopie der von Guido Reni gemalten Die Jungfrau in Herrlichkeit mit Engeln, Heiligen Josph und Heiliger Rita. Daneben steht eine Kapelle der Versöhnung. 

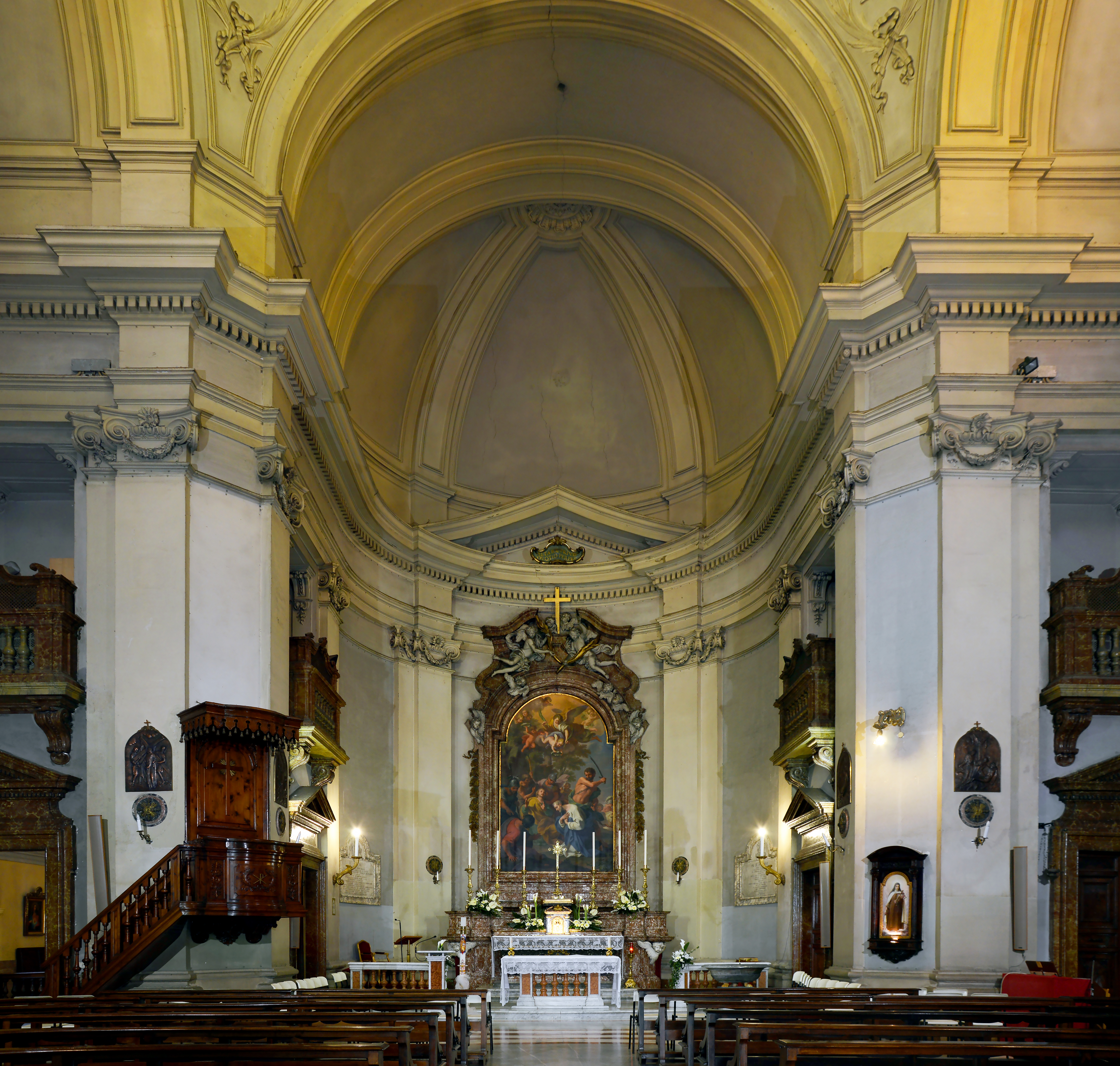
Innenansicht

Das würfelförmige Äußere wird durch die Wandpfeilerstreifen im neoklassischen Stil geteilt. Es enthält aber auch spätbarocke Elemente wie zum Beispiel die Kuppel, deren Architektur von Francesco Borromini beeinflusst wurde. Die Fassade wurde von Girolamo Theodoli und der Hauptaltar, welcher die Hingabe der Märtyrer darstellt, von Gaetano Lapis gestaltet.
Die Kirche hat den Grundriss eines griechischen Kreuzes.

## Kardinalpriester
Die Kirche ist seit mindestens 1316 Titelkirche. Aktueller Titelinhaber ist Dominik Duka O.P., der Erzbischof von Prag. Weitere Titelinhaber siehe: Liste der Kardinalpriester von Santi Marcellino e Pietro